# الحمراء (تمر)
الحمراء أو الحمراية أحد أنواع التمور التونسية، يختلف عن الحمورية ويكون بسره أصفر وتمره يميل إلى الأحمر، بينما بسر الحمورية أحمر وتمرها أسود. ومن حيث الحجم تعتبر تمرة الحمراية كبيرة ويصل طولها إلى 5 صم، أما طعمه فبه بعض الحموضة. وينضج هذا التمر في أواخر شهر أوت. قد تنقل منه كميات محدودة إلى خارج مدن الواحات حيث قد يباع مثلا في السوق المركزية بالعاصمة التونسية غير أن ثمنه دون تمر الدقلة إذ يعتبر أقل جودة منه. وبينما تباع الدقلة أغلى منه بكثير.

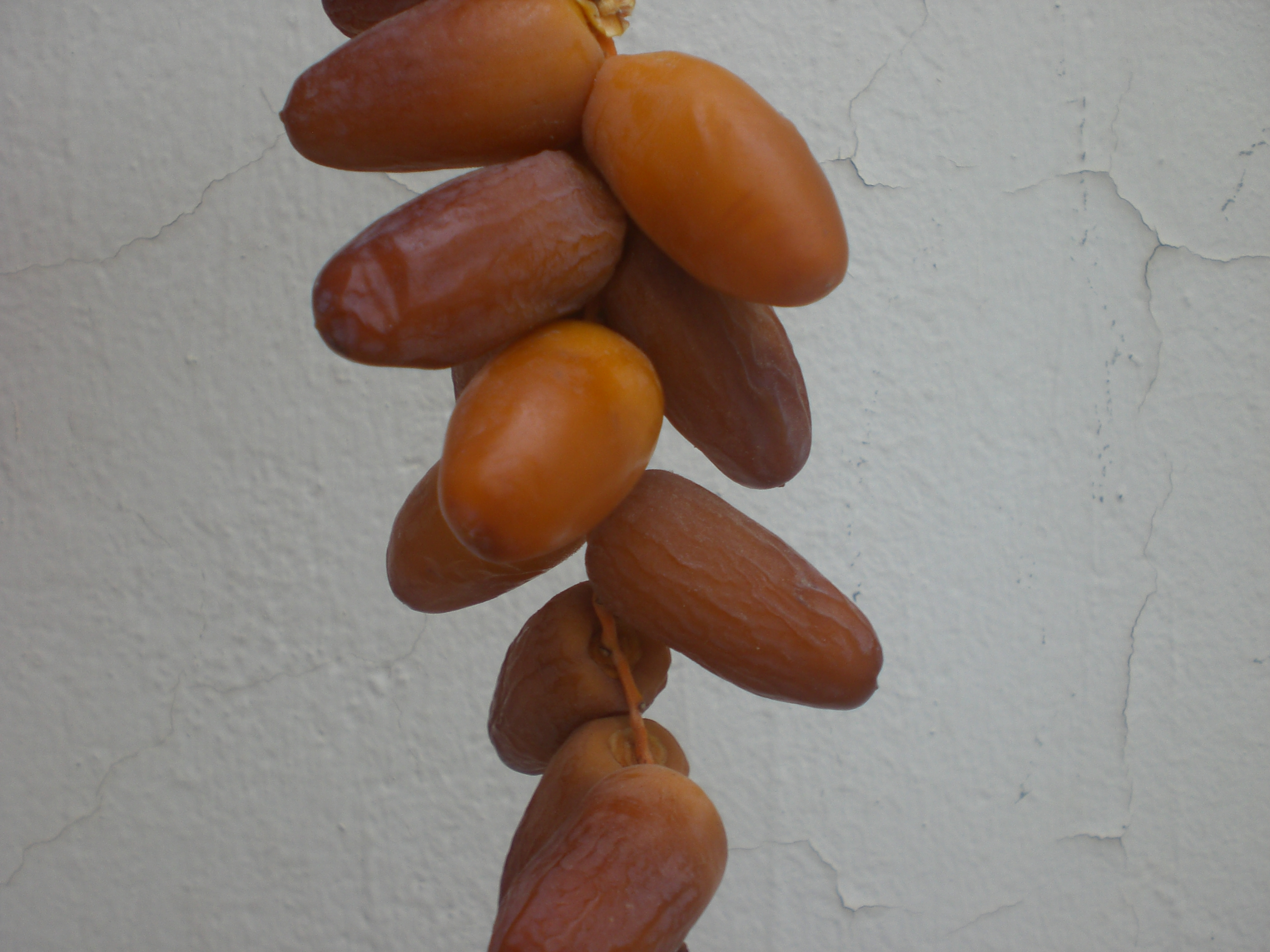
شمروخ من تمر الحمراية.
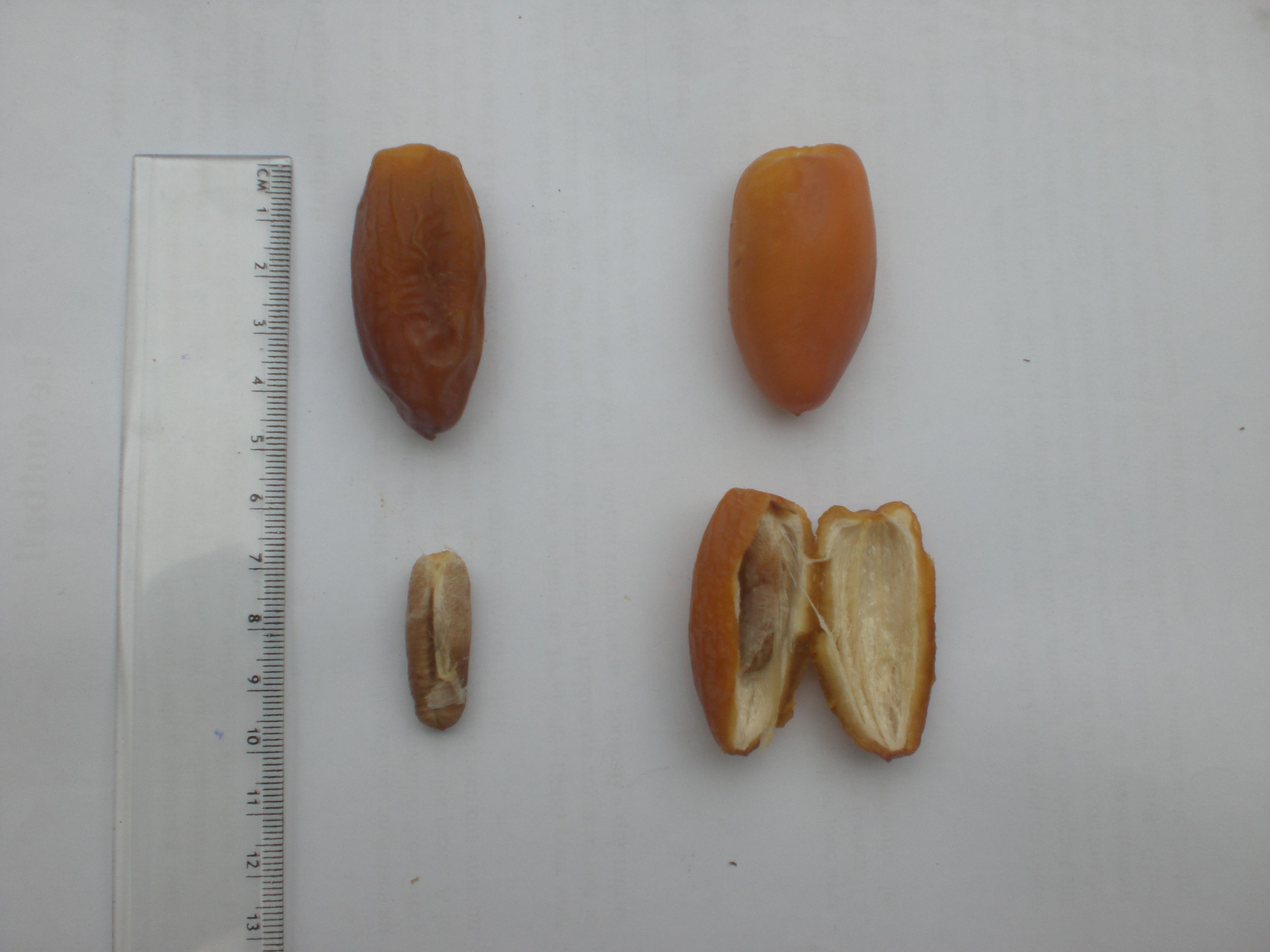
الحمراية: تمر ونواة.